# 呂兆熊
呂兆熊（1561年—？），字宗望，一字恆伯，號渭陽，更號鴻原， 直隸柏鄉縣人，明朝政治人物。

## 生平
萬曆十年（1582年）壬午科鄉試六十七名舉人，萬曆十四年（1586年）丙戌科會試二百八名，登三甲第四十七名。吏部观政，任直隸崑山縣知縣。在任五年，治縣有方。十九年行取，擢兵科給事中，二十年給假。復補本科，二十一年升河南佥事，二十三年九月升山东参议，兵备開原，寧夏出現叛亂，呂兆熊奉命閱邊，駐守開原十年。二十四年丁憂歸。二十七年京察降调，三十四年降補夏津县丞，三十五年升歸德府推官，升户部主事，升管粮郎中，四十年補工部都水司郎中，万历四十一年升任河南大梁道僉事，四十三年六月升本省参议，四十六年擢光祿寺少卿，升都察院右僉都御史、巡撫陝西。巴渝變亂，呂兆熊移駐漢中，抓獲亂首。天啟二年十二月（1623年初），以功升戶部右侍郎，總督漕運，海防巡撫鳳陽等處地方。天啟五年（1625年），陞戶部尚書，總督倉場。
崇禎帝即位，兆熊起赴南京任職，未到任卒。

## 家族
曾祖呂泰；祖父呂朝用；父呂新芳。母趙氏。重庆下。弟應熊（生员）、维熊、梦熊。